# Plano de Mancelli

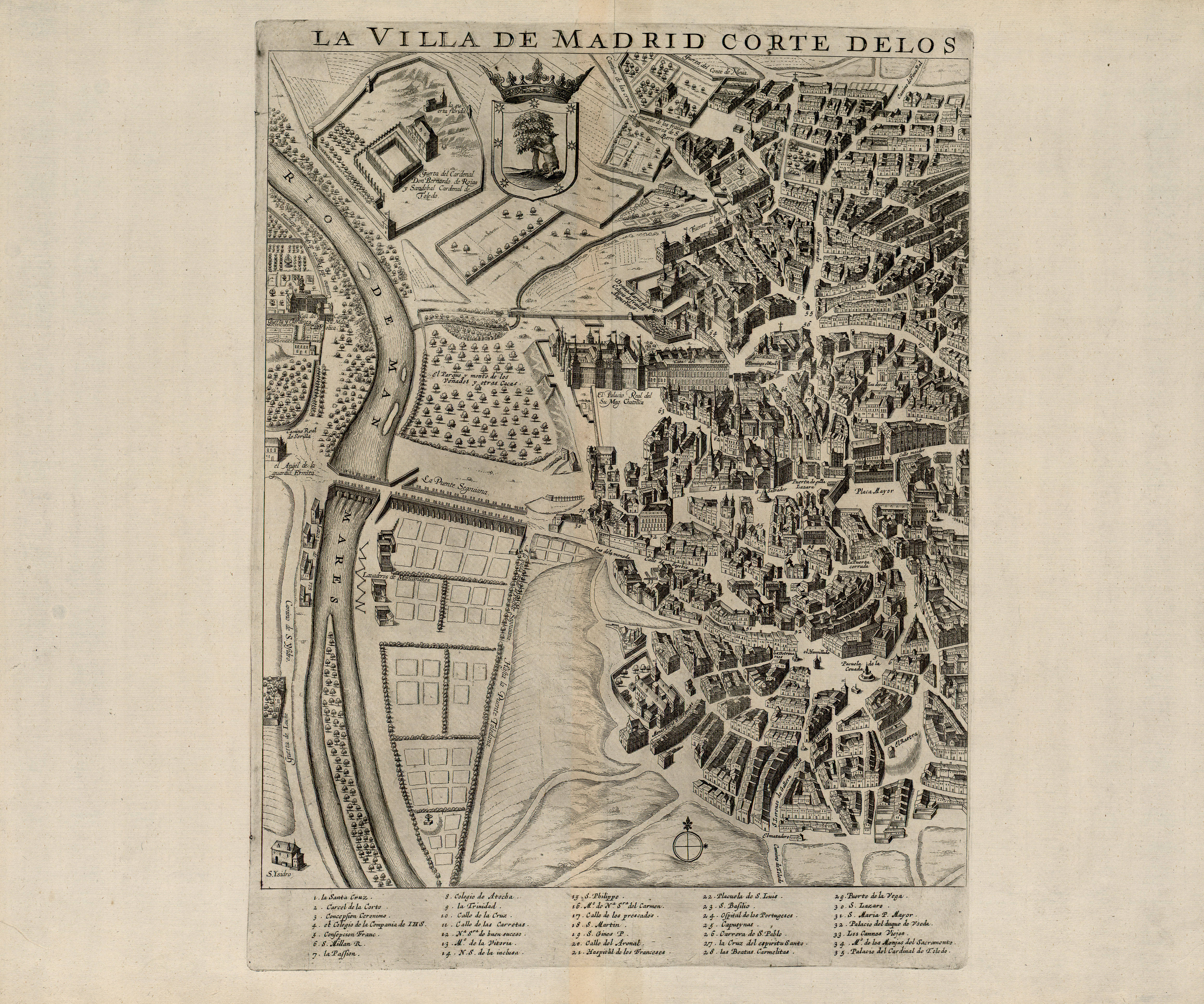
Plancha izquierda del plano de Mancelli, publicado por Johannes Janssonius en 1657.

El plano de Mancelli, obra de Antonio Mancelli, originalmente nombrada La Villa de Madrid Corte de los Reyes Católicos de Espanna es una carta topográfica de la ciudad de Madrid entre 1622-1635. El plano, «dibujado en perspectiva caballera», está dividido en dos planchas que representan el Madrid de los años 1614 a 1622. Considerado el mapa más antiguo conocido de la capital de España, fue modelo de sucesivas ediciones, reinterpretaciones y copias, en general de menor tamaño, calidad y detalle.

## Historia
Una escritura conservada en el Archivo Municipal documenta que Lorenzo del Castillo, regidor del Ayuntamiento, encargó su impresión el 11 de septiembre de 1622, a Antonio Mancelli (Marcelli) “luminador” y vecino de Madrid.
Concluido en 1623, al parecer Mancelli hizo varias impresiones de este mapa, a partir de una primera de 300 láminas, 150 planos y otras 150 estampas, lote que se le pagó con 350 ducados; y que le abriría un mercado en Madrid y en la Corte, para los que queda constancia de que hizo, además de iluminaciones de los ya impresos, otros nuevos planos, algunos de ellos enmarcados.
Se ha estudiado la datación cronológica inicial de este plano basada en la ausencia del Palacio del Buen Retiro y de la cerca, obras acometidas al inicio del reinado de Felipe IV, y en la presencia de otros edificios, como la iglesia de los Jesuitas (luego Colegiata de San Isidro) en la calle de Toledo. Posteriores investigaciones proponen que fue delineado por Antonio Mancelli entre 1614 y 1622 y que la primera impresión es de 1623..
Johannes Janssonius incluyó este plano de Madrid en su atlas de ciudades de 1657, aunque con la cartela en blanco que, años más tarde, de Wit rellenaría para su propia reimpresión.
La BNE posee otro ejemplar posterior grabado en Amberes, cuya cartela aparece ya cumplimentada con la representación de las escalas y en la que, bajo la leyenda, está impresa la firma: "F. de Wit Excudit Amstlodami" (1521). También se conservan ejemplares de este mismo plano con la firma de De Witt, en la Biblioteca Regional de Madrid y en el Museo de Historia de Madrid, en el que aparecen como obra del impresor holandés Frederik de Wit y fecha 1635, dos ejemplares, uno de ellos iluminado. El Instituto Geográfico Nacional (entonces llamado Instituto Geográfico y Catastral) publicó en 1923 una edición facsímil de la edición de Frederik de Wit, sin iluminar.